# Гідрометрія
Гідроме́трія (дав.-гр. ὕδωρ — вода і μετρέω — вимірюю) — розділ гідрології суходолу, що вивчає та розробляє методику кількісного визначення і обчислення показників різних елементів водного режиму річок, озер, а також явищ, які характеризують цей режим (вимірювання швидкості течії водотоку, його рівня, глибини тощо). 
За видами вод Пустовойт С. П. виділяє:
- гідрометрію атмосферних вод,
- гідрометрію поверхневих вод,
- гідрометрію підземних вод.